# Krótkowarg płowy
Krótkowarg płowy (Chilobrachys huahini) – gatunek pająka z rodziny ptasznikowatych (Theraphosidae), zamieszkującego Tajlandię. Silnie jadowity i agresywny pająk. Polecany doświadczonym hodowcom terrarystycznym. 

## Taksonomia
Gatunek ten opisany został po raz pierwszy w 1996 roku przez Güntera E.W. Schmidta i Siegfrieda Hubera na łamach „Arachnologisches Magazin” na podstawie pojedynczej samicy. Jako miejsce typowe wskazano Hua Hin na południu Tajlandii.

## Morfologia
Samice osiągają do 10 cm długości ciała i 18 cm rozpiętości odnóży, samce są natomiast wyraźnie mniejsze. Ubarwienie u obu jest dość jasno brązowe z jeszcze jaśniejszym karapaksem, u samca czasem szarobrązowe. Kolorystyka taka przybierana jest już u osobników niedorosłych przy ciele długości około 4 cm, natomiast osobniki mniejsze są ciemniej brązowe. Prosoma ma silnie odgiętą ku tyłowi jamkę karapaksu. W widoku grzbietowym oczy pary przednio-środkowej leżą bardziej z tyłu niż przednio-bocznej, a tylno-środkowej bardziej z przodu niż tylno-bocznej. Oczy pary tylno-środkowej są odwrotnie gruszkowate. Wysokość nadustka jest w przybliżeniu równa średnicy oczu pary przednio-środkowej. Aparat strydulacyjny tworzy szereg dużych szczecinek i szereg szczecinek małych na szczękoczułkach oraz trzy szeregi szczecinek wiosłowatych na szczękach. Kolejność par odnóży od najdłuższej do najkrótszej to: I, IV, II, III. Opistosoma (odwłok) jest wyraźnie dłuższa niż szersza.

## Biologia i zachowanie
Krótkowarg płowy to bardzo defensywny ptasznik, szybki i silnie jadowity. Ukąszenie dorosłej samicy może spowodować silny promieniujący ból, a także opuchliznę utrzymującą się przez kilka dni.
Samica żyje około 10 lat, samiec dożywa 4 miesięcy od ostatniej wylinki.

## Ekologia i występowanie
Ptasznik naziemny. Żyje w dużych norach.
Gatunek orientalny, endemiczny dla Tajlandii.